# أوتو فاربورغ (عالم نبات)
     لشخصية أخرى تحمل اسم أوتو فاربورغ، طالع أوتو فاربورغ (توضيح).
أوتو فاربورغ (1859-1938) (بالإنجليزية: Otto Warburg)‏ هو عالم نبات ألماني.

## من النباتات التي وصفها
- أغروستيس قشتالي
- تريمينة كبيرة الأوراق
- تين أسود النقط
- تين أملس الثمار
- تين زنجباري
- جنتوم صغير الأوراق
- رامحة حبشية
- رامحة رخوة
- رامحة زايرية
- رامحة طويلة الأشواك
- رامحة كبيرة الكأسية
- رامحة نضرة الثمار
- ضبر إساري الأوراق
- كاذي بورنيوني
- موز سناني
- موز سولاوسي
- ميس لوزوني
- ميس نشمياني

## روابط خارجية
- أوتو فاربورغ على موقع مونزينجر (الألمانية)